# Cortes (Paradela)
Cortes (llamada oficialmente San Salvador das Cortes) es una parroquia y una aldea española del municipio de Paradela, en la provincia de Lugo, Galicia.

## Otras denominaciones
La parroquia también es conocida por los nombres de O Salvador de Cortes y San Salvador de Cortes.

## Organización territorial
La parroquia está formada por seis entidades de población:
- Cortes (As Cortes)
- Loio
- Pacios
- Parrocha (A Parrocha)
- Tellada (A Tellada)
- Vilachá

## Demografía

### Parroquia
| Gráfica de evolución demográfica de Cortes (parroquia) entre 2000 y 2020 |
|                                                                          |
| Datos según el nomenclátor publicado por el INE.                         |

### Aldea
| Gráfica de evolución demográfica de Cortes (aldea) entre 2000 y 2020 |
|                                                                      |
| Datos según el nomenclátor publicado por el INE.                     |